# Riau Mainstadion
Het Riau Mainstadion is een multifunctioneel stadion in Pekanbaru, een stad in de provincie Riau op Sumatra in Indonesië. 
In het stadion is plaats voor 43.923 toeschouwers. Het werd gebouwd tussen 2010 en 2012. Het stadion werd geopend op 9 september 2012. 
Het stadion wordt vooral gebruikt voor voetbalwedstrijden, de voetbalclub PSPS Riau maakt gebruik van dit stadion. In juli 2012 vonden er een aantal kwalificatiewedstrijden plaats voor het Aziatisch Kampioenschap voetbal onder 23.